# Alen Zasieyev
Alen Zasieyev (en ucraniano: Ален Засєєв; Vajtana, URSS, 10 de octubre de 1988) es un deportista ucraniano que compite en lucha libre. Ganó una medalla de plata en el Campeonato Mundial de Lucha de 2013 y dos medallas en el Campeonato Europeo de Lucha, plata en 2013 y bronce en 2016.

## Palmarés internacional
| Campeonato Mundial | Campeonato Mundial | Campeonato Mundial | Campeonato Mundial |
| Año                | Lugar              | Medalla            | Categoría          |
| ------------------ | ------------------ | ------------------ | ------------------ |
| 2013               | Budapest (Hungría) | Medalla de plata   | 120 kg             |
| Campeonato Europeo |                    |                    |                    |
| Año                | Lugar              | Medalla            | Categoría          |
| 2013               | Tiflis (Georgia)   | Medalla de plata   | 120 kg             |
| 2016               | Riga (Letonia)     | Medalla de bronce  | 125 kg             |